# هنری گیزا
هنری گیزا (تلفظ فرانسوی: [ɑ̃ʁi ɡizɑ̃]؛ ۲۱ اکتبر ۱۸۷۴ – ۷ آوریل ۱۹۶۰) افسر ارتش سوئیس بود که در زمان جنگ جهانی دوم مسئولیت فرماندهی کل نیروهای مسلح سوئیس را عهده‌دار بود. او به دلیل بسیج کردن نیروهای مسلح و نیروهای مردمی در برابر تهاجم احتمالی توسط آلمان نازی در سال ۱۹۴۰ مشهور است. گیزان در سال ۲۰۱۰ به چهارمین چهره برتر سوئیسی در تاریخ انتخاب شد.

## خانواده و شغل
گیزا در سال ۱۸۷۴ در کانتون وو، یک منطقه پروتستان در بخش فرانسوی زبان سوئیس متولد شد. پس از اتمام تحصیلات و ازدواج به اطراف دریاچه ژنو تغییر مکان داد و شروع به کشاورزی کرد.

## سربازی اولیه و ترفیع
گیزا پس از ورود به ارتش سوئیس در سال ۱۸۹۴، به عنوان یک ستوان توپخانه منصوب شد. او چندین بار ترفیع یافت، در سال ۱۹۰۴ کاپیتان شد، در سال ۱۹۲۰ کلنل، در سال ۱۹۲۷ سرتیپ دوم و در سال ۱۹۳۲ به درجه سرتیپ ارتقاء یافت.